# ГЭС Нова Аваньяндава
ГЭС Нова Аваньяндава (порт. Nova Avanhandava) — гидроэлектростанция в муниципалитете Аваньяндава Бразилии с установленной мощностью 347,4 МВт, расположена на притоке Параны реке Тиете.

## Общие характеристики
Основные сооружения ГЭС включают в себя:
- комбинированную каменно-насыпную и гравитационную плотину общей длиной 2038 м;
- четырёхсекционный водосброс плотины пропускной способностью 7948 м³/сек;
- машинный зал с тремя генераторами по 115,8 МВт;
- однониточный двухкамерный шлюз с камерами 142×12×3,5 м, пропускная способность 10 млн т.

Плотина ГЭС сформировала водохранилище, которое на отметке 358 м НУМ имеет площадь 210 км2. Допускается сработка водоема до 356 м, полный объём водохранилища — 2,83 км³.